# Serie C (calcio femminile)
La Serie C è il terzo livello nazionale del campionato italiano femminile di calcio, organizzato dalla Lega Nazionale Dilettanti. È stata fondata nel 2018 e la stagione 2018-2019 è stata la prima come terzo livello nazionale, e nella stagione 2022-2023, a seguito della riforma della Serie A, è diventata a tutti gli effetti il secondo livello dilettantistico del calcio femminile in Italia. Nato come Campionato Nazionale Interregionale in vista della riforma dei campionati della stagione 2018-2019, la denominazione è stata mutata in Serie C, con seguente rinomina della Serie C regionale in Eccellenza femminile. A seguito di un ulteriore riforma della Serie A, a partire dalla stagione 2025-2026 i gironi del campionato sono diventati quattro, portando le squadre partecipanti a 48.
Fino alla stagione 2017-2018, la Serie C era il massimo livello regionale del campionato italiano femminile di calcio.

## Formula
Le squadre partecipanti vengono divise in quattro gironi composti da 12 squadre. La promozione in Serie B nella prima stagione era regolata come segue:
- le squadre prime classificate di ciascun girone, per un totale di quattro squadre, disputano gare di promozione in campo neutro e gara secca, al termine delle quali due squadre vengono promosse in Serie B;
- le due squadre perdenti gli spareggi promozione disputano uno spareggio con la nona e la decima classificata in Serie B per ulteriori due posti in Serie B.

A partire dalla stagione 2019-2020 è stato determinato l'aumento delle squadre in Serie B da 12 a 14 stabilendo così che le prime classificate di ciascun girone vengono direttamente promosse in Serie B. 
Retrocedono in Eccellenza femminile le squadre classificate agli ultimi due posti in ciascun girone.  A partire dalla stagione 2025-2026 i gironi del campionato sono diventati quattro riportando il numero di squadre in ogni girone a 12 e la promozione in Serie B avviene tramite play-off.

## Le squadre
Sono 133 le squadre ad aver preso parte ai 7 campionati di Serie C femminile disputati a partire dalla stagione 2018-2019 alla 2024-2025 (in grassetto quelle partecipanti alla stagione in corso):
- 7 volte: Venezia, Spezia, Real Meda, Azalee Solbiatese, L.F. Jesina, Chieti, Lecce
- 6 volte: Vicenza, Padova, Grifone Gialloverde, Trento CF[4]
- 5 volte: Pinerolo, Caprera, Bologna, Apulia Trani, Independiente Ivrea, Accademia SPAL
- 4 volte: Palermo, Triestina, Crotone, Res Roma, Brixen OBI, Atletico Oristano, Pontedera, Aprilia Racing, Pro Sesto, Torres, Riccione, Trastevere, Matera Città Sassi, Catania, Venezia 1985
- 3 volte: Orobica, Vis Mediterranea, Independent, Lucchese[5], Portogruaro, Isera, Pistoiese 2016, Arezzo, Roma XIV, Unterland, Fiamma Monza, Campomorone Lady, Torino, Perugia, S. Egidio, Pescara, Angelo Baiardo, Sedriano[6], Südtirol, Villorba, Frosinone, Roma CF, Salernitana
- 2 volte: Moncalieri, Lumezzane, Meran, Rinascita Doccia, Academy Pavia, Genoa, Vis Civitanova, Ternana, Speranza Agrate, Alessandria, Cortefranca, Rever Roma[7], Vittorio Veneto, Voluntas Osio, Como, Juventus Torino, San Paolo, Real Bellante, Imolese, Tharros, Monterosso, Palermo, Villaricca, Montespaccato
- 1 volta: Lesmo, Bulè Bellinzago, Formello, Blues Pietrasanta, Real Vicenza, Tavagnacco, Gatteo Mare, Isera, Ravenna, Gelbison, Nitor, Giovanile Rocca, Siracusa, Livorno, Condor Treviso, L'Aquila, Coscarello Castrolibero, Molfetta, Freedom, Su Planu, Centro Storico Lebowski, Sambenedettese, Orvieto, Cosenza, Academy Sant'Agata, Cantera Adriatica Pescara, Mittici, Fesca Bari, Coscarello Castrolibero, Le Torri, Cella, Ducato Spoleto, Monreale, Biellese, Canelli SGS 1922, Academy Parma, Brescia, Gordige, San Miniato, Pomigliano, Catanzaro, Free Girls, Dream Team Femminile, Riozzese, Novese, Romagnano, Luserna, San Marino, Olimpia Forlì, Libertas Femminile, Napoli, Vapa Virtus Napoli, New Team San Marco, Potenza

## Albo d'oro
In grassetto sono indicate le squadre promosse in Serie B.
- 2018-2019: Novese (girone A), Riozzese[8] (girone B), San Marino (girone C), Napoli (girone D)
- 2019-2020[9]: Como (girone A), Vicenza (girone B), Pontedera (girone C), Pomigliano (girone D)
- 2020-2021: Pro Sesto (girone A), Cortefranca (girone B), Torres (girone C), Palermo (girone D)
- 2021-2022: Arezzo (girone A), Trento CF (girone B), Apulia Trani (girone C)
- 2022-2023: Academy Pavia (girone A), Bologna (girone B), Res Roma (girone C)
- 2023-2024: Lumezzane (girone A), Meran (girone B), Vis Mediterranea (girone C)
- 2024-2025: Spezia (girone A), Venezia (girone B), Trastevere (girone C)